# Черга (село)
Черга — село в Шебалинском районе Республики Алтай России. Административный центр Чергинского сельского поселения

## Название
Название села происходит от слова «чаргы», что в переводе означает: свирепый, неукротимый, неистовый.

## География
Расположено на высоте 470 м над уровнем моря, находится на 530-м километре (от Новосибирска) трассы М-52 Чуйский тракт. Село расположено в излучине впадения реки Черга в реку Сема.

## История
Русское поселение возникло около 1820 года. Исторически Черга это первый русский населенный пункт на Горно-Алтайском участке Чуйского тракта, основанный заводскими крестьянами Колывано-Воскресенских заводов. В окрестностях Черги во 2-й половине XIX в. сложились крупные молочные фермы. В.В. Радлов, путешествовавший по Алтаю в 1860 году записал: «…Черга была большой деревней с добротными постройками, очень богатой. Все жители села русские, но всё умеют говорить по-алтайски, так как алтайцы живут совсем близко». В советское время Черга с окрестными селами превратилась в один из крупнейших многоотраслевых совхозов Горного Алтая. В 1980-х гг., на основе животноводческо-растениеводческого комплекса Чергинского совхоза сложилось Алтайское экспериментальное хозяйство СО АН СССР.

## Население
| 2010 | 2011  | 2012  | 2013  | 2014  | 2015  | 2016  |
| ---- | ----- | ----- | ----- | ----- | ----- | ----- |
| 1826 | →1826 | ↘1820 | ↗1862 | ↗1922 | ↗1933 | ↗1952 |

## Инфраструктура
Действуют: два детских сада, средняя общеобразовательная школа,  сельский дом культуры, школа искусств, больница, отделение «Почты России», банкомат «Россельхозбанка».
В селе расположен основанный в 1920 году Чергинский маслосырзавод производящий твёрдые сорта сыра. Сыры поставляются в розничную торговлю Алтая и Сибири, при заводе открыт магазин. 
После отметки 509 километра трассы Новосибирск — Ташанта, перед въездом в село Черга находится уникальный зубровый питомник СО РАН — единственный в Сибири, где проходят акклиматизацию чистокровные беловежские зубры. В питомнике круглогодично проводятся экскурсии, осмотр и кормление животных. Питомник находится в ведении Алтайского экспериментального хозяйства СО РАН „Чергинский зубрятник“.
На отроге Чергинского хребта на высоте около 500 м над уровнем моря, в северо-западной части села  находится источник Курловские дачи (Курлихин сад). Геологический объект — минеральный лечебный источник. Вода представляет интерес как лечебной источник или как средство профилактики различных видов заболеваний. Исследования показали, что вода родника гидрокарбонатная натриево-магниево-кальциевая, пресная, умеренно жесткая, нейтрально щелочная и относится к минеральным природным столовым водам. Она содержит оптимальный диапазон кальция, магния, натрия с калием, хлоридов, сульфатов. В 1978 году источнику присвоили статус памятника природы Республики Алтай. Проезд к источнику затруднён.

## Люди, связанные с селом
- Вольхин Михаил Михайлович[15] — Двукратный чемпион мира по гиревому спорту среди ветеранов, мастер спорта, заслуженный тренер РФ. Почетный гражданин Республики Алтай. Заслуженный учитель Республики Алтай. С 1985 г. по 2018 г. работал учителем физической культуры, ОБЖ и тренером-преподавателем.